# Cebrio fossulatus
Cebrio fossulatus là một loài bọ cánh cứng trong họ Cebrionidae. Loài này được Perris miêu tả khoa học năm 1865.